# Börje Lampenius
Tor Börje Lampenius, född 18 december 1921, död 3 november 2016, var en av finländsk skådespelare och regissör.
Lampenius var fast anställd vid Svenska Teatern i Helsingfors 1946-1986. Där regisserade han ett 50-tal pjäser: farser, komedier, barn- och ungdomspjäser, operetter och seriösa skådespel. Lampenius gjorde ett stort antal huvudroller i föreställningar bland andra i En handelsresandes död av A. Miller, i Czardasfurstinnan av E. Kálmán och i Tiggarstudenten av C. Millöcker.
Lampenius var med om att författa och komponera musiken till två stora finlandssvenska folkmusikaler.
Lampenius designade dräkterna och gjorde koreografin till ett femtiotal föreställningar.
Linda Lampenius är Börje Lampenius dotter